# Donec Perficiam
Donec Perficiam es un lema en latín que significa «hasta conseguirlo», «hasta triunfar». Fue el lema de las Reales Guardias Catalanas -la guardia de corps de Carlos de Austria - durante la Guerra de Sucesión Española. Las Reales Guardias Catalanas estaban bajo el mando del marqués de Foix el coronel Antonio de Peguera y de Aymerich, militar ilustrado que había sido miembro de la Academia de los Desconfiados, y encuadró a los próceres vigatans que se alzaron en armas en el día de Santa Cruz de Cristo, 3 de mayo de 1705, iniciando una rebelión armada para intentar derrocar a Felipe V de España.